# Iniciativa Multilateral de Alivio de la Deuda
La Iniciativa Multilateral de Alivio de la Deuda (Multilateral Debt Relief Initiative, MDRI por sus siglas en inglés) fue aprobada en junio del 2005 por los ministros de finanzas del G8 en la 31ª Cumbre del G-8 en Gleneagles, Escocia. Es distinta y posterior a la Iniciativa HIPC, pero está vinculada operacionalmente. Países en el punto de culminación ven completamente perdonada su deuda con el FMI, la Asociación Internacional de Fomento (IDA) y el Banco Africano de Desarrollo (BAfD). La MDRI fue aprobada para incentivar a los países a continuar sus reformas políticas. Por razones de tratamiento igualitario de los países de bajos ingresos (países en vías de desarrollo, en el lenguaje de la MDRI denominados Low Income Countries, LIC por sus siglas en inglés), las deudas perdonadas fueron convalidadas a la hora de garantizar nuevos remedios auxiliares por la IDA y el BAfD. Los miembros del G8 se obligaron a compensar los reflujos de la IDA y el BAfD con remedios adicionales. Estas compensaciones serán repartidas entre los países receptores de la IDA y el BAfD según los esfuerzos realizados (performance based allocation).

## Funcionamiento de la MDRI
El FMI, la IDA y el Fondo Africano de Desarrollo (FAfD) condonan al 100 % la deuda de los países que hayan alcanzado (tras cumplir condiciones específicas, que se detallan en la página de la Iniciativa HIPC) el punto de culminación —la etapa en que un país puede recibir un alivio total e irrevocable de la deuda— en el marco de la Iniciativa HIPC.
La diferencia con la HIPC es que la MDRI no cubre a todos los acreedores, solo al FMI, IDA y BAfD. Además, bajo la MDRI, el FMI también proporcionó alivio de la deuda a países no HIPC cuyo ingreso per cápita no superara los 380 $ y tuvieran deuda pendiente con el FMI hasta finales de 2004. Así garantiza un trato uniforme en el manejo de los recursos del FMI.

## Coste
El monto total del alivio de la deuda provisto por el FMI a través de la MDRI rondó los 3,4 millardos de dólares estadounidenses ($), en términos nominales. Además el FMI concedió a Liberia un alivio de la deuda que a 30 de junio de 2010 ascendía a 172 millones de $. El 4 de febrero de 2015 ya no quedaba ninguna deuda pendiente admisible para la MDRI, por lo que sus cuentas se liquidaron y los saldos se transfirieron al Fondo Fiduciario para Alivio y Contención de Catástrofes.

## Países participantes en la MDRI
Se han beneficiado de la MDRI 38 países: Afganistán, Benín, Bolivia, Burkina Faso, Burundi, Camboya, Camerún, Comoras, Costa de Marfil, Etiopía, Gambia, Ghana, Guinea, Guinea-Bissau, Guyana, Haití, Honduras, Liberia, Madagascar, Malaui, Malí, Mauritania, Mozambique, Nicaragua, Níger, República Centroafricana, República del Congo, República Democrática del Congo, República del Sudán, Ruanda, Santo Tomé y Príncipe, Senegal, Sierra Leona, Tanzania, Tayikistán, Togo, Uganda y Zambia.

## Grafías en español
La traducción del inglés Multilateral Debt Relief Initiative ha dado varias grafías en español. Algunas de ellas se listan a continuación, de mayor a menor número de resultados en Google el día de creación de esta página, para cuyo título se ha escogido la más empleada:
- "Iniciativa Multilateral de Alivio de la Deuda": 5.160 resultados
- "Iniciativa Multilateral de Alivio de Deuda":  3.550 resultados
- "Iniciativa para el Alivio de la Deuda Multilateral": 2.620 resultados (grafía del FMI)
- "Iniciativa MDRI": 434 resultados
- "Iniciativa Multilateral de Condonación de Deuda": 7 resultados
- "Iniciativa Multilateral de Condonación de la Deuda": 5 resultados
- "Iniciativa Multilateral de Desendeudamiento": 2 resultados